# Зеленькино (Ржев)
Зеле́нькино, Зеле́нкино — микрорайон (посёлок) в северной части города Ржева Тверской области. Относится к Советской стороне.
Располагается обособленно, севернее Новоторжской железнодорожной линии ОЖД, на левом берегу реки Холынки.
На западе, по Холынке, граничит с микрорайоном Шихино.
Исторически происходит от хутора Зеленкина, образованного ещё до революции.
До 90-х годов XX века основным предприятием посёлка являлся совхоз «Зеленкино». Основанный в 1920-е годы, вплоть до Великой Отечественной войны, совхоз снабжал Ржев плодоовощной продукцией. В годы войны совхоз был стёрт с лица земли, но сразу после войны восстановлен. В послевоенное время совхоз исправно выполнял свою функцию, снабжал город, район и даже работал на экспорт. С развитием рыночных отношений в России совхоз не вынес конкуренции со стороны иностранных импортёров продовольствия, что привело к его планомерному развалу.
С 1993 года и по настоящее время (2011 г.) на территории совхоза действует СПК (Сельскохозяйственный производственный кооператив) «Зеленькино», правопреемник бывшего совхоза.

## Происхождение названия
Название посёлка происходит от древнерусского имени Зеленя (Зелений) в значении «дитя», «детёныш».
В Ржевском районе, недалеко от дороги Ржев — Старица, на реке Бойня существовало также село с названием Зеленичино. Село было уничтожено во время Великой Отечественной войны.
Улицы в Зеленькино носят названия: Цветочная, Светлая, Заречная. Среди них имеется улица И. Циркина, названная так в честь Игоря Анатольевича Циркина — воина-интернационалиста, кавалера ордена Красной Звезды и медали «За боевые заслуги», погибшего 9 февраля 1985 года при выполнении интернационального долга в республике Афганистан.
В годы Великой Отечественной войны, в канун нового 1943 года, в районе глиняного карьера (недалеко от Зеленькино), неподалёку от немецких траншей и блиндажей, действующие разведгруппы красноармейцев 707-го полка и 284-й отдельной разведроты 215 стрелковой дивизии, приняв друг друга за противника, вступили в «бой». Обнаружив эту «схватку», немцы открыли шквальный пулемётно-миномётный огонь, добавив неоправданных потерь убитыми и ранеными обеим группам.